# Казанцевська сільська рада (Кур'їнський район)
Каза́нцевська сільська рада (рос. Казанцевский сельский совет) — сільське поселення у складі Ку'їнського району Алтайського краю Росії.
Адміністративний центр — село Казанцево.

## Населення
Населення — 432 особи (2019; 615 в 2010, 846 у 2002).

## Склад
До складу сільської ради входять:
| Населений пункт    | Населення, осіб (2002) | Населення, осіб (2010) |
| ------------------ | ---------------------- | ---------------------- |
| Казанцево, село    | 327                    | 283                    |
| Каменка, селище    | 177                    | 63                     |
| Рудовозово, селище | 111                    | 64                     |
| Ручйово, село      | 231                    | 205                    |